# Лас Торес де Котиљас
Лас Торес де Котиљас (шп. Las Torres de Cotillas) град је у Шпанији у аутономној заједници Регион Мурсија. Према процени из 2017. у граду је живело 21 341 становника.

## Становништво
Према процени, у граду је 2017. живело 21 341 становника.
| 2017.  |
| ------ |
| 21.341 |